# Палатајн (Илиноис)
Палатајн (енгл. Palatine) град је у америчкој савезној држави Илиноис.

## Демографија
По попису из 2010. године број становника је 68.557, што је 3.078 (4,7%) становника више него 2000. године.
| Група             | 2000.          | 2010.          |
| Белци             | 49.029 (74,9%) | 46.246 (67,5%) |
| Афроамериканци    | 1.407 (2,1%)   | 1.869 (2,7%)   |
| Азијати           | 4.953 (7,6%)   | 7.077 (10,3%)  |
| Хиспаноамериканци | 9.247 (14,1%)  | 12.347 (18,0%) |
| Укупно            | 65.479         | 68.557         |